# 분홍등사다새
분홍등사다새(Pink-backed pelican)는 사다새과에 속하는 새이다. 아프리카와 남부 아라비아반도의 늪지대와 얕은 호수에 서식하는 번식자로, 마다가스카르에서 멸종된 것으로 보인다.

## 묘사

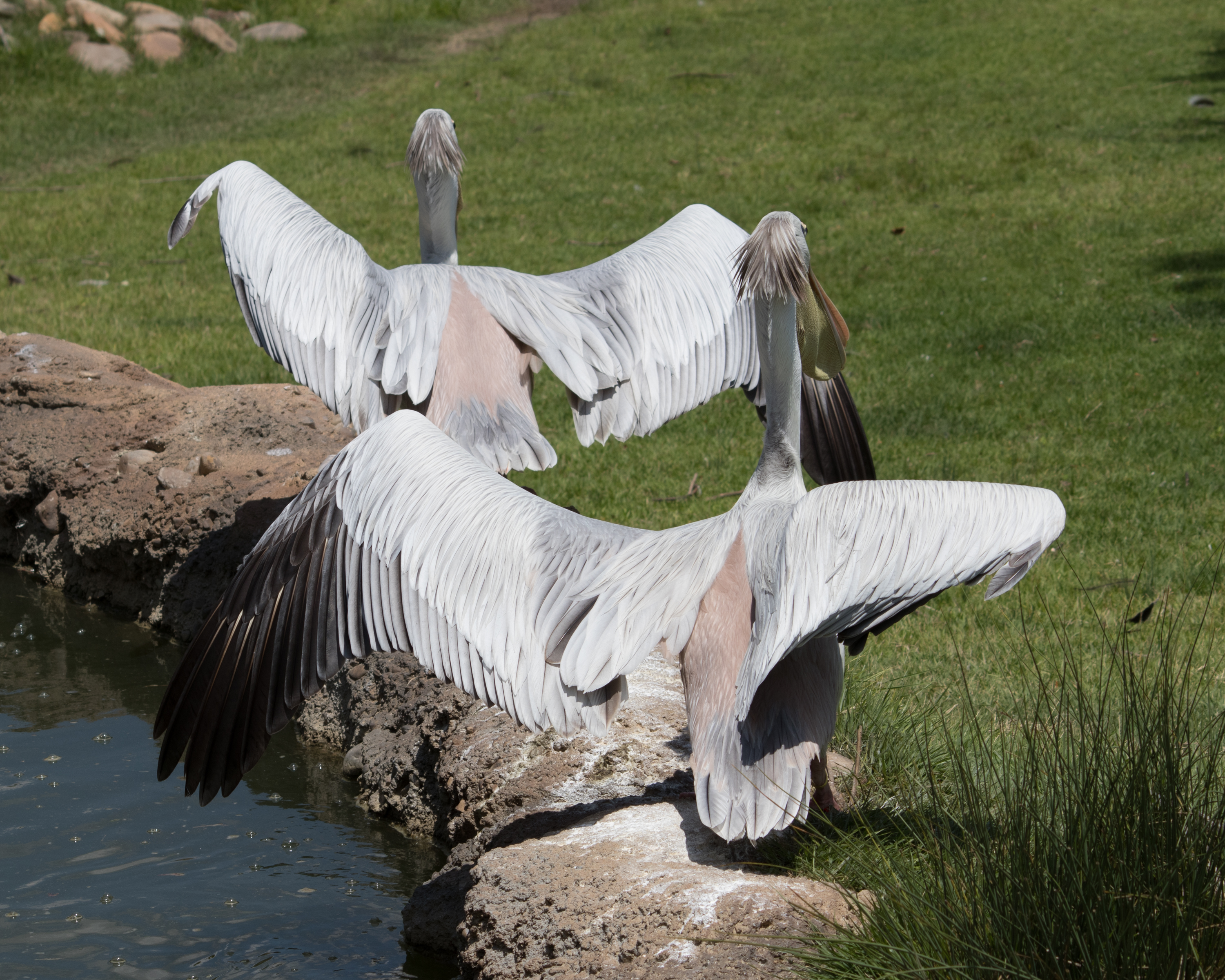
특징적인 분홍색 등을 보여주는 등면도

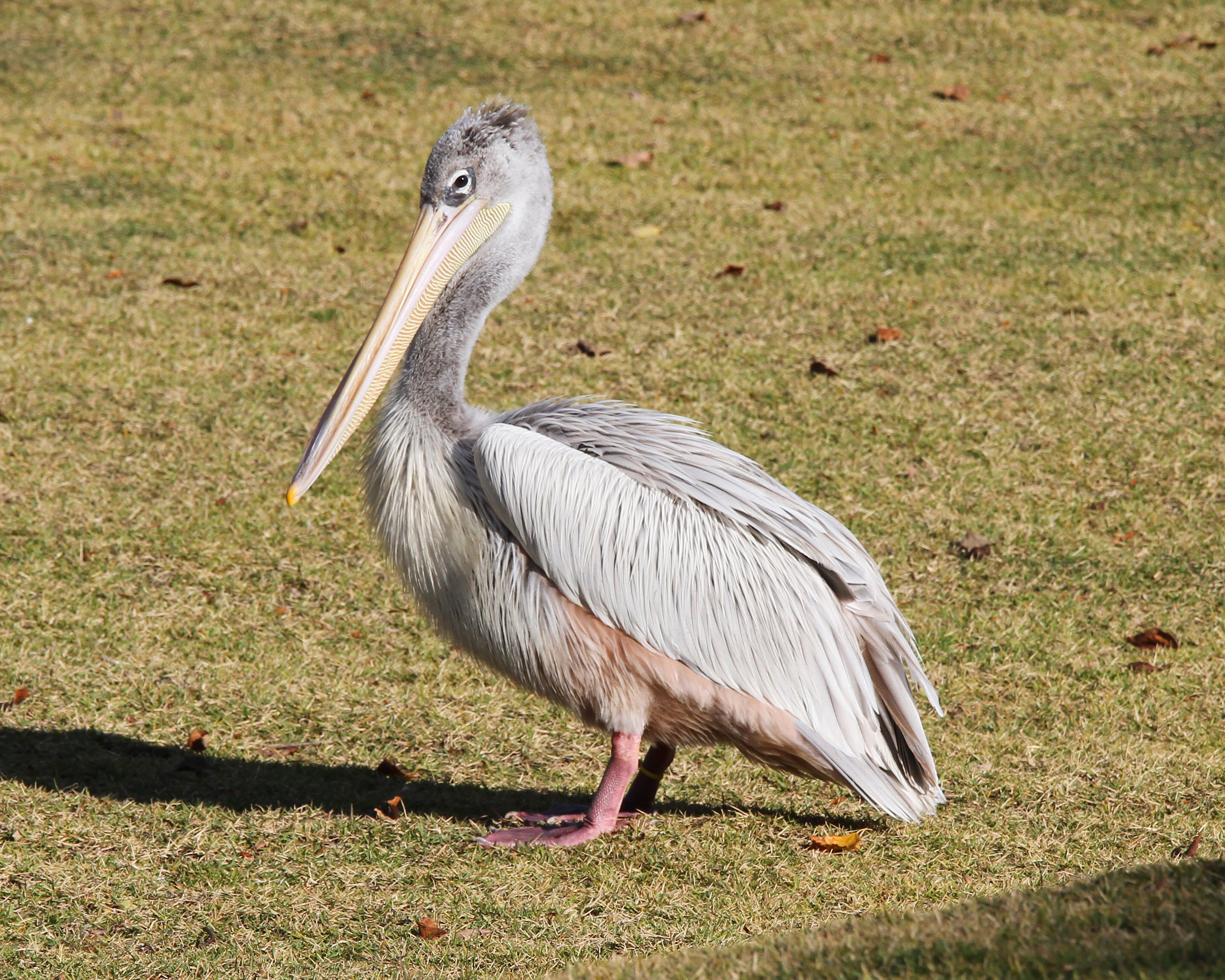
분홍등사다새의 측면도

비교적 작은 사다새과지만 결코 작은 새는 아니다. 몸길이는 125~155cm, 날개 길이는 2.15~2.9m, 몸무게는 4~7kg이다. 부리의 길이는 30~38cm이다. 깃털은 회색과 흰색이며, 등 쪽은 가끔 분홍빛이 도는 색조를 띠기도 하다(홍학의 깊은 분홍색은 절대 아니다). 부리의 윗부분은 노란색이고 주머니는 보통 회색이다. 번식하는 성체의 머리에는 긴 깃털 깃털이 있다.
일반적으로 회색 깃털 대신 흰색 깃털을 가진 큰사다새와 서식지를 공유한다.

## 분포 및 서식지
분홍등사다새는 다양한 수중 서식지에서 발견되지만, 얕은 물이 있는 조용한 뒷물을 선호하여 가파른 식생이 있는 호수 둑을 피한다. 민물 호수, 늪, 느리게 흐르는 큰 강, 계절별 웅덩이를 선호하지만 저수지, 계절별 홍수터, 강 하구 근처의 범람원도 자주 찾는다. 알칼리성 및 염분이 있는 호수와 석호에서 발견될 수 있으며, 해안가의 만과 하구에서도 가끔 발견될 수 있다(비록 개방된 해변에서는 드물게 발견되지만). 이 종은 나무 (예: 맹그로브)에서 둥지를 틀고 번식하는 경향이 있지만, 모래섬, 절벽, 산호초 및 모래 언덕에서도 둥지를 틀 수 있다.
둥지를 짓는 나무들은 서로 가까이에 많은 둥지를 짓고 있다. 이 둥지들은 매년 나무가 무너질 때까지 재사용되지만, 새들은 보통 그 지역에 머무른다. 이 종은 주로 나무, 갈대, 물가의 낮은 덤불에 둥지를 틀고, 모래섬과 맹그로브의 땅에도 둥지를 짓는다.
둥지는 큰 막대기 더미이며 지면에서 10~50m 높이에 있을 수 있다. 암컷은 두세 개의 큰 흰색 알을 낳고 나중에 병아리는 머리를 성체 주머니 깊숙이 집어넣고 부분적으로 소화된 역류성 물고기를 잡아먹는다.

## 먹이
먹이는 보통 450g까지의 크기 (보통 80~290g 범위)의 물고기와 양서류이며, 주로 무리를 지어 낚시를 통해 얻는다. 먹이로 삼는 물고기 중에는 시클리드도 있다.